# 塞尼奧克
塞尼奧克（烏克蘭語：Сеньок），是烏克蘭東部哈爾科夫州庫皮揚斯克區库皮扬斯克市镇内的村落，始建於1683年，面積0.64平方公里，海拔高度128米，2001年人口124，人口密度每平方公里194.7人。